# Dirkje Postma

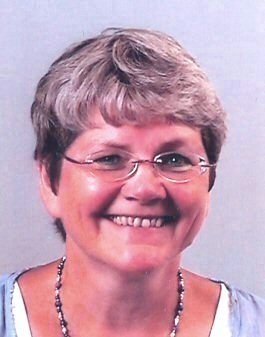
Dirkje Postma

Dirkje Postma (* 1951) ist eine niederländische Medizinerin (Pneumologie) und Professorin für Pathophysiologie der Atemwege und Pneumologie an der Reichsuniversität Groningen und dem dortigen Universitätskrankenhaus.
Postma befasst sich insbesondere mit Asthma und chronisch obstruktiver Lungenerkrankung (COPD). Sie legte in den Niederlanden die Behandlungsstandards für die beiden Lungenkrankheiten fest und untersuchte die Genetik von Asthma.
Sie hatte Funktionen bei der niederländischen Asthma-Stiftung, WHO und den National Institutes of Health in den USA.
2000 erhielt sie den Spinoza-Preis. Sie ist seit 2000 Mitglied der Königlich Niederländischen Akademie der Wissenschaften und Akademieprofessor und Ehrendoktor der University of Sheffield und der Universität Lund.

## Schriften
- mit Gerhard H. Koppelman: Genetics of Asthma, Proceedings of the American Thoracic Society, Band 6, 2009, S. 283–287.
- Herausgeber mit Scott T. Weiss: Genetics of asthma and chronic obstructive pulmonary disease, New York: Informa Healthcare 2007
- Herausgeber mit Romain A. Pauwels, Scott T Weiss: Long-term intervention in chronic obstructive pulmonary disease, New York: Dekker 2004
- Herausgeber mit Norbert F. Voelkel: Chronic obstructive lung diseases, Hamilton/Ontario: BC Decker 2002